# 日名子実三

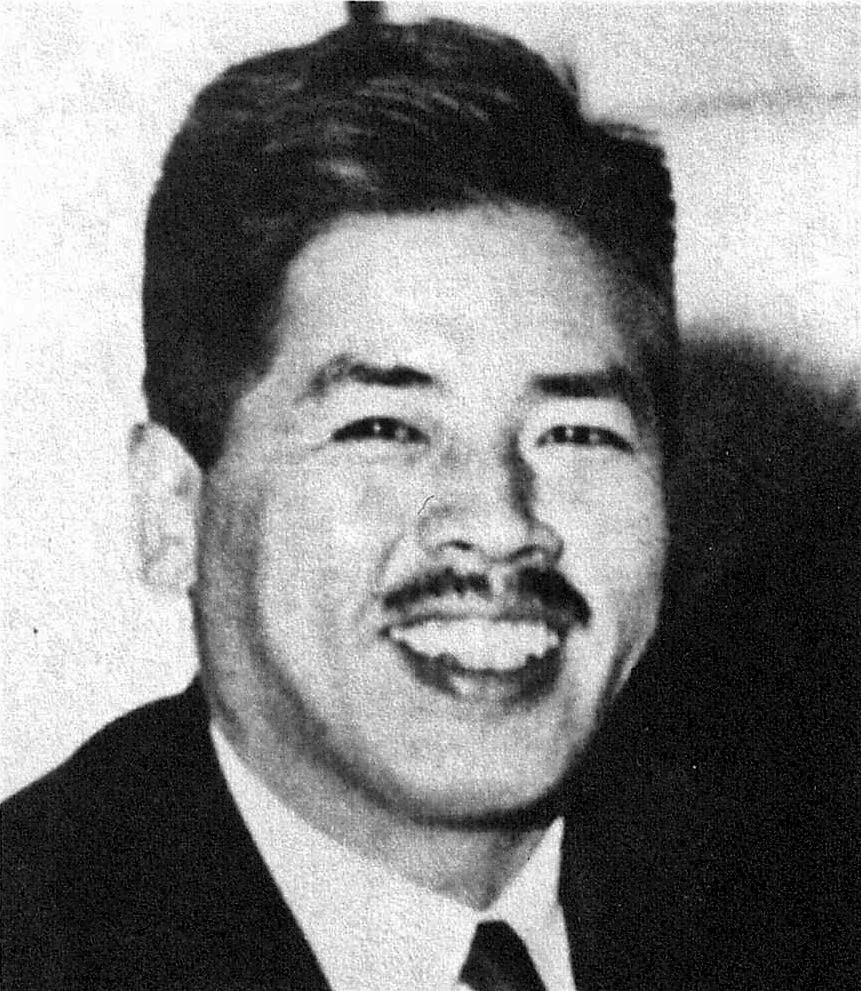
日名子実三

日名子 実三（ひなご じつぞう、1892年10月24日 - 1945年4月25日）は、日本の彫刻家。大分県臼杵市出身。
八咫烏を意匠とする日本サッカー協会（当時・大日本蹴球協会）のシンボルマークをデザインしたことでも知られる。

## 略歴

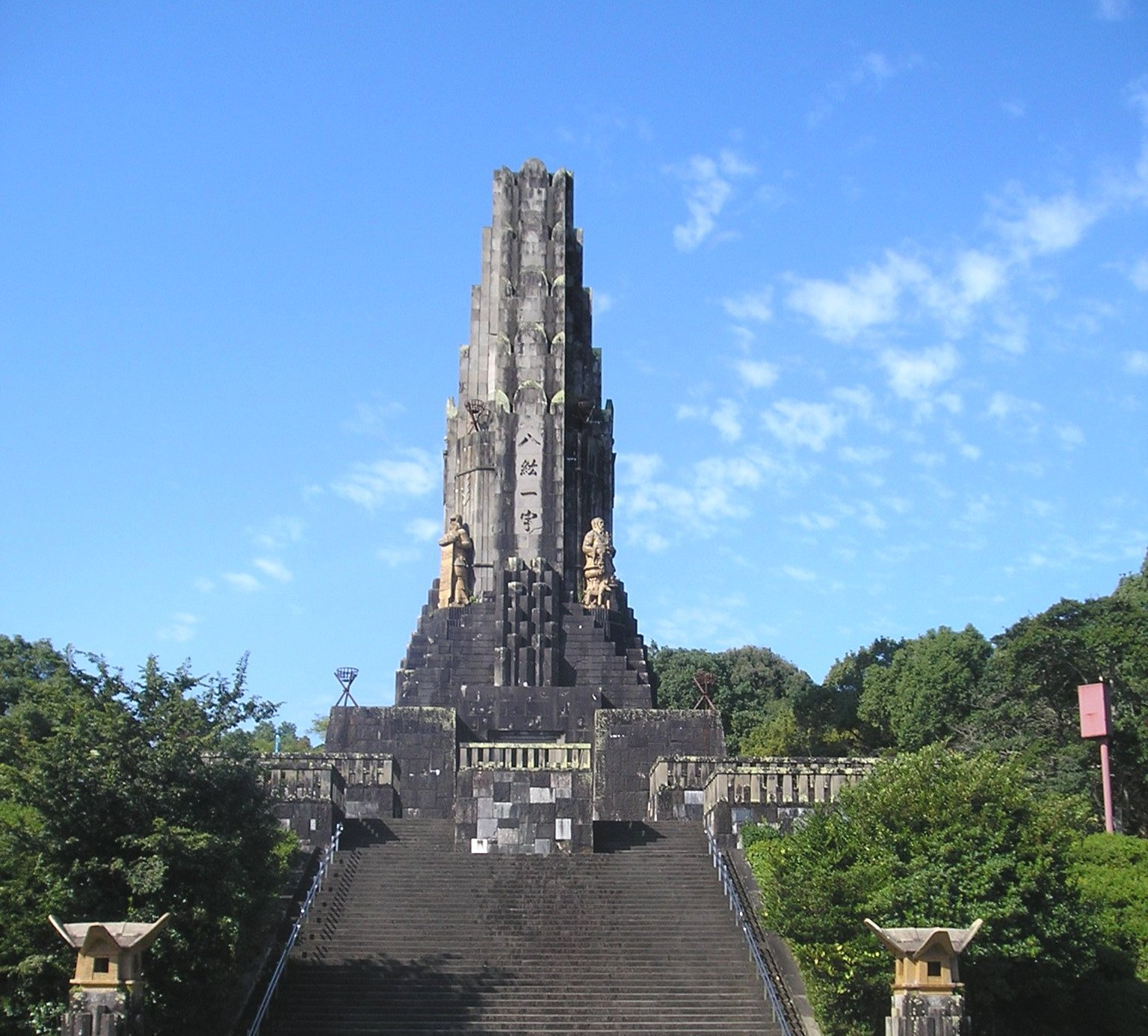
平和の塔

5人兄弟の末子として誕生。臼杵中学校（現・大分県立臼杵高等学校）を卒業後、親の勧めで慶應義塾大学部理財科に進学したものの程なく中退。その翌年1913年（大正2年）、東京美術学校彫刻家塑造部へと入学し首席で卒業。
学生時代から朝倉文夫の弟子として学び、1919年（大正8年）には作品「晩春」が帝国美術院展覧会に入選する等、世間的にも認知されるようになったが、1925年（大正14年）に作品の方向性の違いから独立することを選び、斎藤素巌と共に構造社を結成。
1931年（昭和6年）には、漢文学者・内野台嶺らの発案を基に八咫烏を題材に、大日本蹴球協会の「シンボルマーク」を手がける。これは大日本蹴球協会の後身である日本サッカー協会にも受け継がれ、またこのマークを基に作られた「日本代表エンブレム」は、サッカー日本代表のユニフォーム等に使用されている。
金鵄を意匠とする昭和六年乃至九年事変従軍記章（満洲事変・第一次上海事変）や八咫烏を意匠とする支那事変従軍記章（日中戦争）、授与されることなく廃止され「幻の従軍記章」と呼ばれる大東亜戦争従軍記章（太平洋戦争）といった著名な従軍記章、1940年（昭和15年）に完成した宮崎県宮崎市平和台公園の平和の塔（八紘之基柱、八紘一宇の塔）、日本ニュース（ニュース映画）のテーマタイトル、法音寺三光堂等を手がけている。
1945年（昭和20年）4月25日、脳出血により死去。

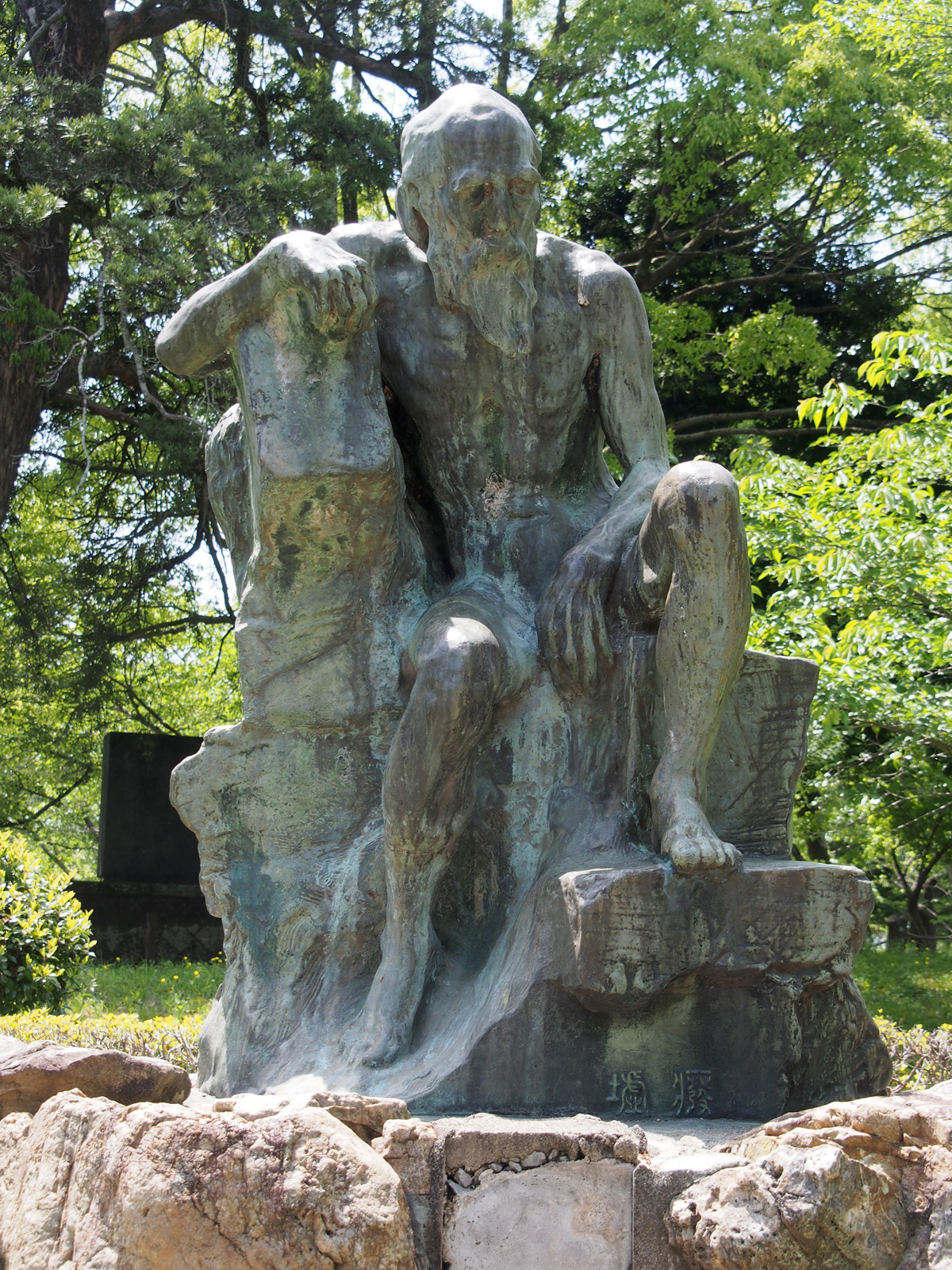
廃墟（1920年、大分県臼杵市臼杵公園）
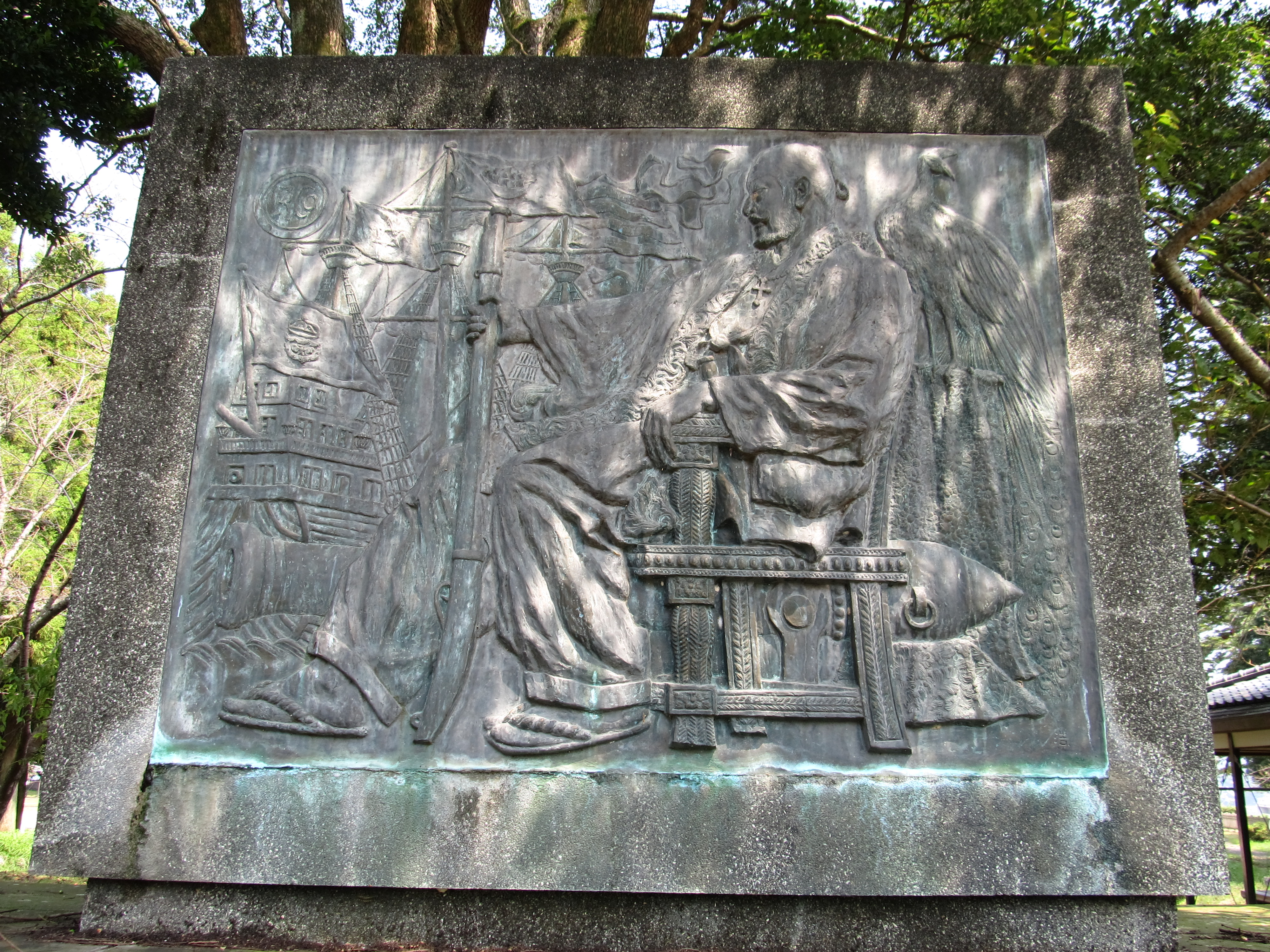
大友宗麟像（1937年（1982年復元）、大分県臼杵市臼杵公園）
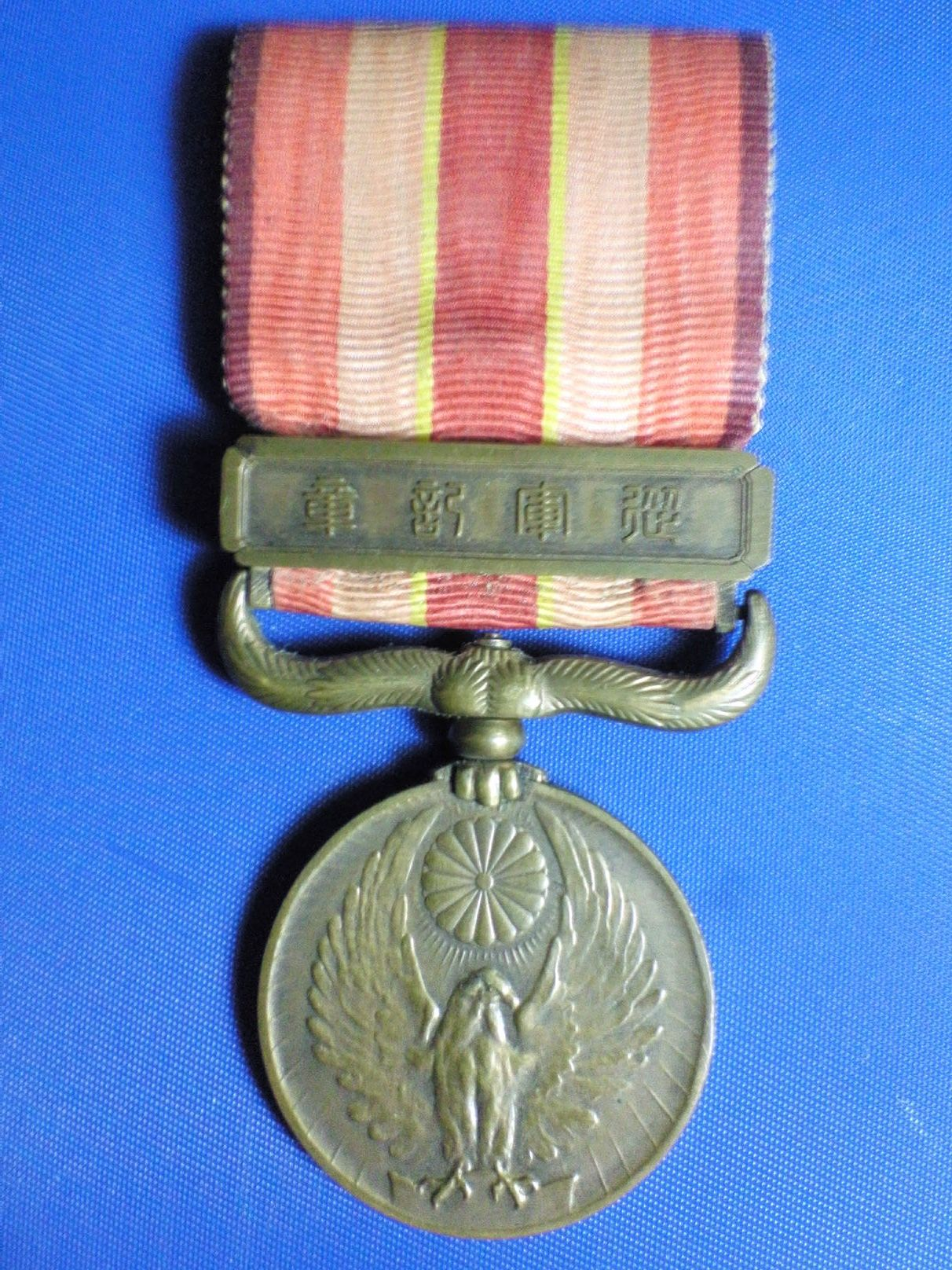
昭和六年乃至九年事変従軍記章
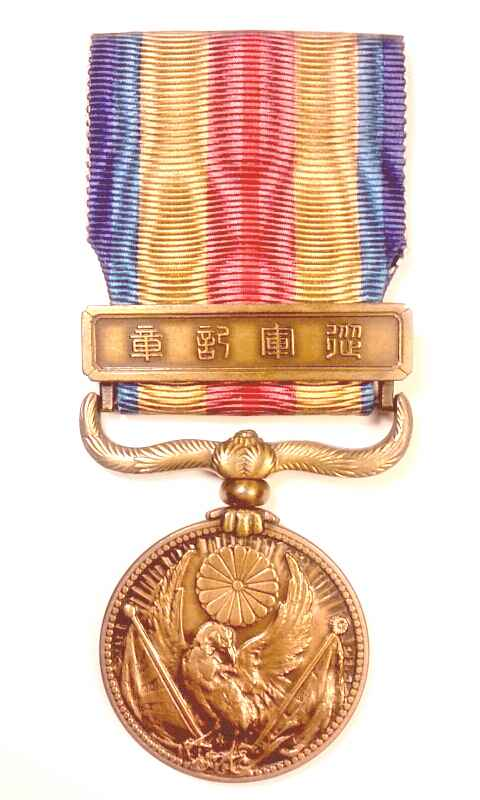
支那事変従軍記章
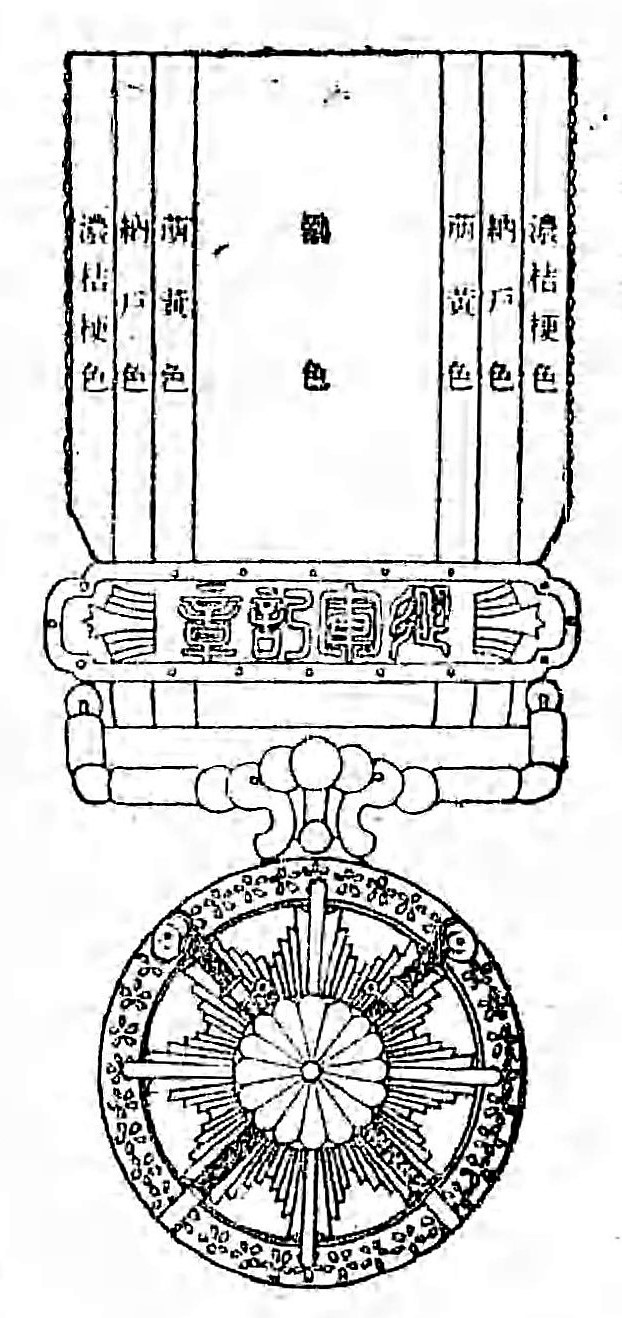
大東亜戦争従軍記章（未発行）
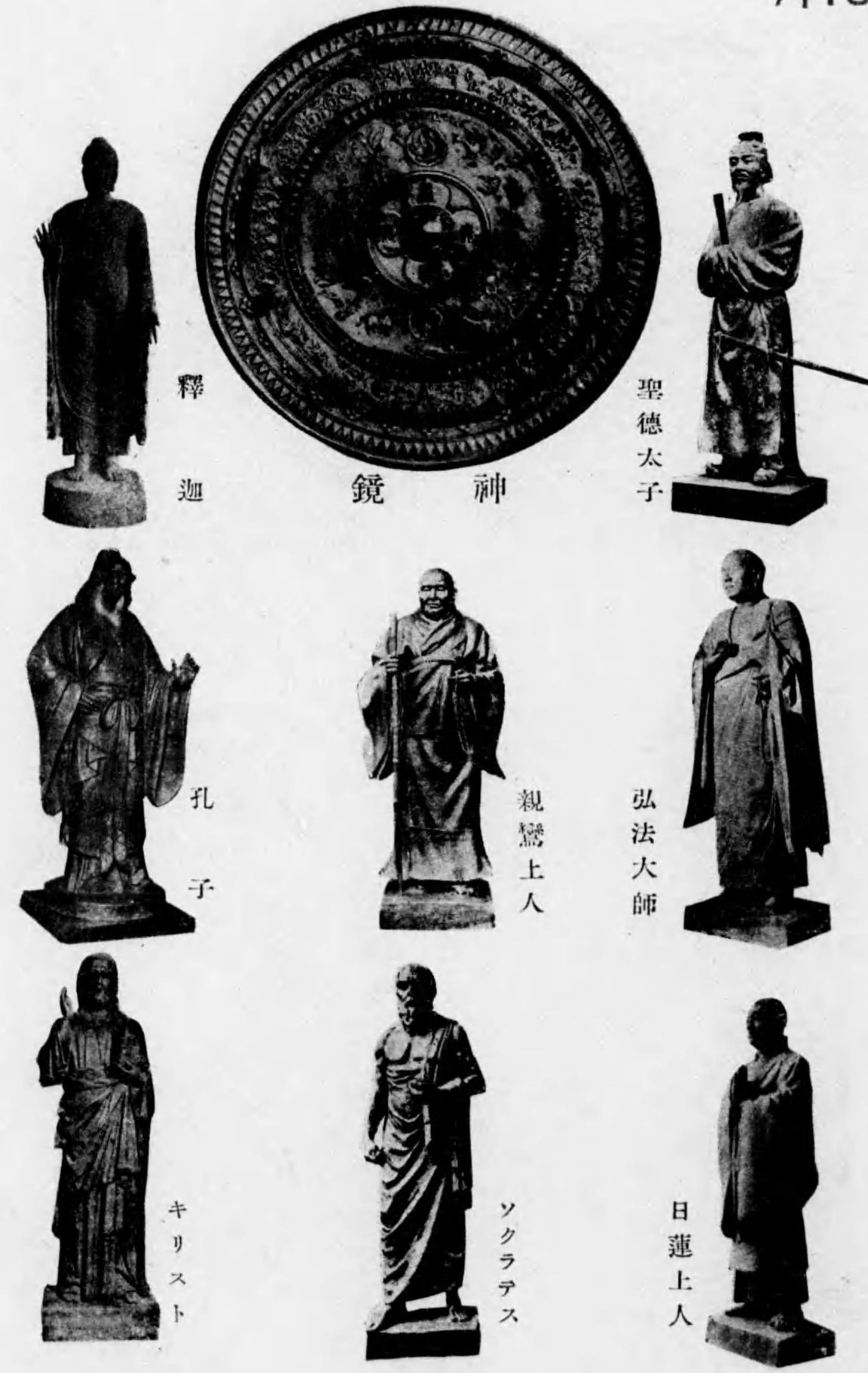
神奈川県横浜市・八聖殿（現・横浜市八聖殿郷土資料館）に安置される8体の像と神鏡。キリスト銅像（清水多嘉示作)、ソクラテス青銅像（藤川勇造作)、孔子銅像（北村西望作)、釈迦木像（田島亀彦作)、聖徳太子白銅像（朝倉文夫作）、弘法大師木像（長谷川枡蔵作)、親鸞銅像（長谷秀雄作)、日蓮銅像（日名子実三作）